# Bechara Jalkh Leonardo Oliveira
Bechara Jalkh Leonardo Oliveira (født 25. februar 1976) er en tidligere brasiliansk fodboldspiller.

## Spillerkarriere
Bechara spiller som regel på den centrale midtbane og har fortid i flere brasilianske klubber samt Al Ahli i Saudi Arabien, Aalesunds Fotballklubb i Norge og Odense Boldklub.
Bechara blev hentet til dansk fodbold i sommeren 2006 på anbefaling af landsmanden José Junior, der har spillet mange kampe mod ham og samtidig har en fortid i OB.
I sin tid i OB blev han kendt for sit afgørende mål i pokalfinalen i 2007 der sikrede OB sejren 2 – 1 og pokaltriumfen.
I sommeren 2008 skiftede Bechara til Vejle Boldklub på en tre-årig kontrakt. Kontrakten blev dog allerede opløst i slutningen af november 2008, efter at Bechara havde været skadet i det meste af efterårssæsonen.

## Årets mål i Norge
En af Becharas mange frisparksscoringer blev kåret til årets mål i norske fodbold i 2005. Han har samlet scoret mere end 35 mål på frispark i sin professionelle karriere. 